# Udea afghanalis
Udea afghanalis là một loài bướm đêm trong họ Crambidae.